# Ilse Kassel

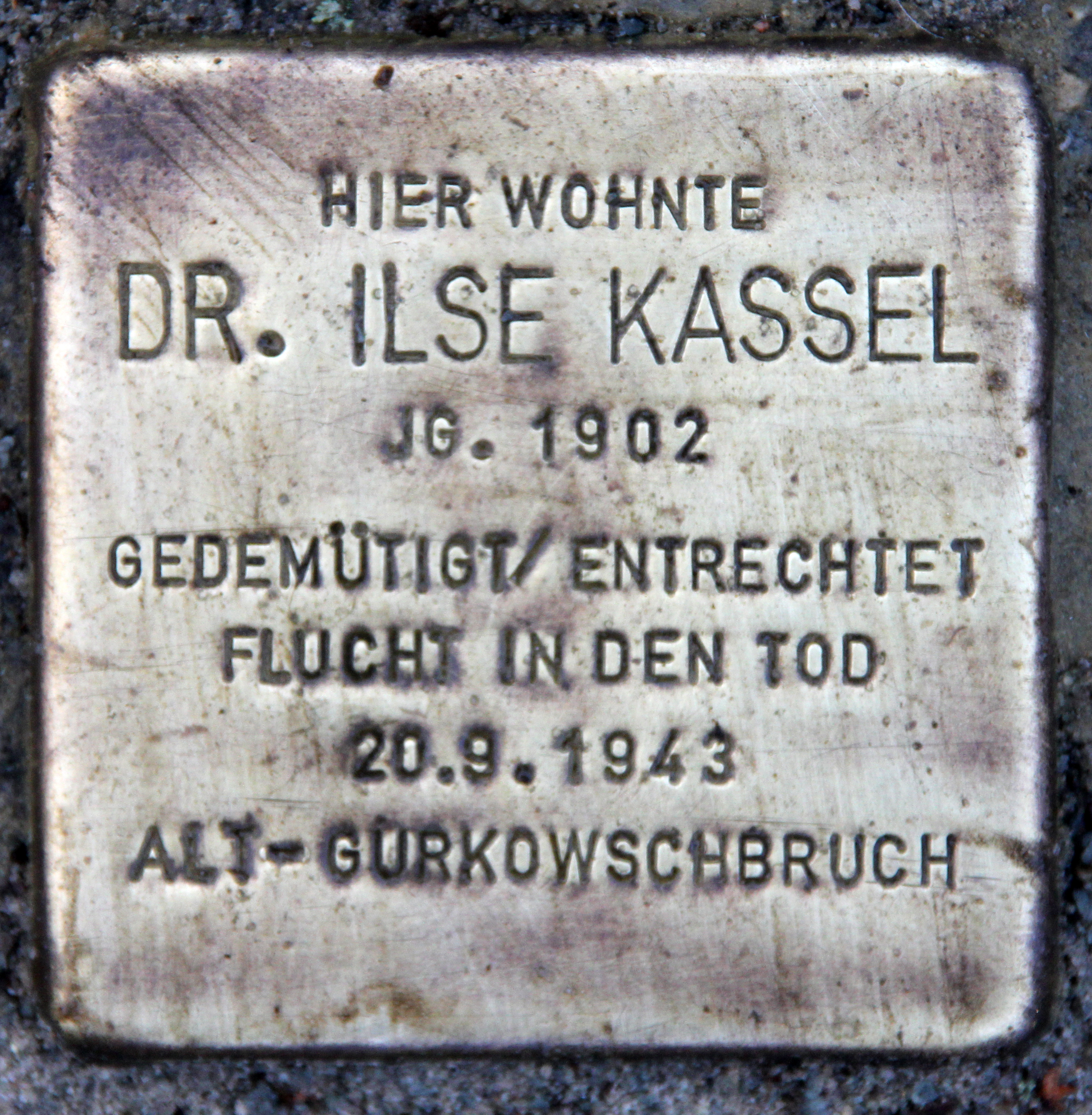
Stolperstein, Wachsmuthstraße 9, in Berlin-Hermsdorf

Ilse Kassel (* 9. Juni 1902 in Berlin; † 20. September 1943 in Alt Gurkowschbruch) war eine deutsche Ärztin und Widerstandskämpferin gegen das NS-Regime.

## Leben
Nach ihrem Medizinstudium arbeitete sie zunächst als Assistenzärztin in Berlin und übernahm danach die Arztpraxis ihres Vaters Woldemar Kassel. Aufgrund ihrer jüdischen Herkunft wurden ihr zur Zeit des Nationalsozialismus 1933 die Kassenzulassung und 1938 die Approbation entzogen. Sie gehörte der SPD bis zu dem Verbot dieser Partei an. Wegen Mitgliedschaft in einer kommunistischen Widerstandsgruppe wurde sie 1936 verhaftet. Während ihrer Gefangenschaft kam ihre Tochter Edith zur Welt. Nach ihrer Entlassung war sie zunächst in der Krankenpflege und später als Zwangsarbeiterin in der Rüstungsindustrie tätig. Wegen zunehmender antijüdischer Verfolgungsmaßnahmen durch das NS-Regime versteckten sich Mutter und Tochter schließlich auf dem Bauernhof einer ehemaligen Patientin. Nachdem sie von dort infolge einer Denunziation fliehen mussten, beschloss Ilse Kassel sich das Leben zu nehmen. Zusammen mit ihrer Tochter nahm sie eine Überdosis Tabletten ein. Ilse Kassel ertrank in der Netze, ihre Tochter überlebte jedoch und wurde im KZ Auschwitz-Birkenau vergast.
Heute erinnert an sie ein Stolperstein in der Wachsmuthstraße 9 in Berlin-Hermsdorf. Die Fraktionen der Grünen und der SPD der BVV Reinickendorf beantragten am 12. Januar 2010: „Das Bezirksamt wird ersucht, den sogenannten Schloßplatz in Berlin-Hermsdorf zwischen Schloß-, Wachsmuth- und Auguste-Viktoria-Straße nach Dr. Ilse Kassel zu benennen“. Die offizielle Benennung des Platzes fand am 28. September 2012 statt.